# Sjötorp (Blekinge)
Sjötorp is een plaats in de gemeente Karlskrona in het landschap Blekinge en de provincie Blekinge län in Zweden. De plaats heeft 70 inwoners (2005) en een oppervlakte van 14 hectare.